# جون واتسون (سياسي)
جون واتسون (بالإنجليزية: John Watson)‏ هو سياسي أسترالي، ولد في 21 يناير 1937 في لاونسستون في أستراليا. حزبياً، نشط في الحزب الليبرالي الأسترالي. وقد انتخب عضو مجلس الشيوخ الأسترالي ‏ عن دائرة Tasmania ‏ (1 يوليو 1978 – 30 يونيو 2008).